# Jaap Kroonenburg
Jaap Kroonenburg (Alkmaar, 1948) is een Nederlands organist. 

## Loopbaan
Sinds 1984 is hij de vaste organist van het Garrelsorgel in de Groote Kerk in Maassluis, waar hij Feike Asma opvolgde. Kroonenburg was sinds 1972 organist in deze kerk. Ook was hij organist in Sint Pancras en Heiloo.
Kroonenburg geeft concerten in heel Nederland. Daarnaast is hij een van de organisatoren van de jaarlijkse Open Orgeldag. Behalve in Nederland werd hij in 1991 ook in Parijs onderscheiden. Daar kreeg hij de Zilveren medaille van de Société Académique d’Education ‘Arts, Sciences et Lettres’ vanwege zijn verdiensten voor de Franse orgelcultuur. In 2005 kreeg hij de Vermeil (vergulde)-onderscheiding.
Kroonenburg volgde een opleiding Technische Natuurkunde aan de Technische Universiteit Delft, waarna hij tot zijn vervroegde pensionering in 2006 docent wis- en natuurkunde was aan een middelbare school in Vlaardingen.